# Theodore Washington Brevard

General Brevard

Theodore Washington Brevard (* 26. August 1835 in Tuskegee, Alabama; † 20. Juni 1882 in Tallahassee, Florida) war Brigadegeneral im konföderierten Heer im Sezessionskrieg.

## Leben
Nach Ausbruch des Bürgerkriegs stellte Brevard 1861 die Brevard's Partisan Rangers auf, die später in das konföderierte Heer übernommen wurden. 1863 wurde er zum Major befördert und wurde Generaladjutant von General Robert Edward Lee. Kurz vor Kriegsende war er der letzte Offizier der Konföderierten, der zum Brigadegeneral befördert wurde. Bei den Gefechten am Saylor’s Creek wurde er vom Unionsheer gefangen genommen.